# 宗義達
宗 義達（そう よしあきら / そう よしあき、 弘化4年11月6日〈1847年12月13日〉- 明治35年〈1902年〉5月25日）は、対馬国府中藩第16代の藩主。宗氏第35代当主。明治維新後は、初代当主・宗重尚より1字を取って宗 重正（そう しげまさ）に改名した。

## 生涯
弘化4年（1847年）11月6日、第15代藩主・宗義和の三男として生まれる。はじめ父から世子に指名されていたが、父が側室の碧とその間に生まれた息子（義達の異母兄）の勝千代を寵愛して世子にしたため、義達は廃嫡された。しかし勝千代が安政6年（1859年）に死去し、万延元年（1860年）に碧も追放されると、世子に復帰した。そして文久2年（1862年）12月25日（異説として文久3年（1863年）1月5日）に父が隠居したため、家督を継いで第16代藩主となった。
しかし元治元年（1864年）の第1次長州征伐で長州藩が敗北すると、義達の母方の伯父にあたる勝井五八郎（員周）が保守俗論党（佐幕派）と共にクーデターを起こし、藩の主導権を握っていた義党（尊王攘夷派）の家老・大浦教之助ら100余名を処刑した。しかし慶応元年（1865年）に勝井ら保守俗論党も義党の残党によって暗殺されるなど、若年の藩主の下で混乱は続いた。また政治面でも、生産方を設置して貿易品販売を行なったが失敗し、さらに海防費の膨張や計画性のない借金の連続で藩財政は破綻した。
慶応4年（1868年）の戊辰戦争では、新政府に与して大坂まで軍を進めた。明治2年（1869年）6月の版籍奉還で厳原（府中を厳原と改名）藩知事に任じられ、李氏朝鮮との交渉を任された。明治4年（1871年）7月の廃藩置県で藩知事を免官され、以後は外務大丞に任じられた。
明治17年（1884年）7月、伯爵を授けられる。明治23年（1890年）2月、三条実美に侯爵への昇進を願う。もともと宗家は国主格の大名であったことなどをその根拠としている。明治35年（1902年）5月25日に死去した。享年56。

## 栄典
- 1887年（明治20年）12月26日 - 正四位[2]
- 1892年（明治25年）7月5日 - 従三位[3]
- 1898年（明治31年）6月20日 - 正三位[4]
- 1898年（明治31年）12月16日 - 従二位[5]
- 1902年（明治35年）5月24日 - 正二位[6]

## 家族
- 父：宗義和（1818年 - 1890年）
- 母：民 - 勝井五郎吉の娘、勝井五八郎の妹
- 正室：鍋島直正の養女 - 鍋島直与の娘
- 側室：リウ - 水島要の娘
- 側室：サキ - 永田半蔵の娘
- 生母不明の子女
  - 長男：宗重望（宗氏第36代当主。1867年 - 1923年）
  - 次男：氏家正誼
  - 女子：松平武修正室
  - 次女：宗績子 - のりこ、酒井忠道継室
- 弟：黒田和志
- 甥：宗武志 - 黒田和志の子